# Horizon City
Horizon City é uma cidade localizada no estado norte-americano de Texas, no Condado de El Paso.

## Demografia
Segundo o censo norte-americano de 2000, a sua população era de 5233 habitantes.
Em 2006, foi estimada uma população de 10.709, um aumento de 5476 (104.6%).

## Geografia
De acordo com o United States Census Bureau tem uma área de
14,8 km², dos quais 14,8 km² cobertos por terra e 0,0 km² cobertos por água.

## Localidades na vizinhança
O diagrama seguinte representa as localidades num raio (geometria) de 16 km ao redor de Horizon City.